# Коломиці
Коломи́ці— село в Україні, у Золотоніському районі Черкаської області. Входить до складу Шрамківської сільської громади. Населення — 740 чоловік (на 2009 рік).
Село Розташоване в північно-західній частині області, на березі річки Чумгак, за 95 км від обласного центру, за 22 км від залізничної станції Драбове-Барятинське та за 16 км на північ від селища Драбів. Площа населеного пункту — 446,5 га.

## Походження назви
Навкруги села розкинулися болота, ніби утворюючи коло, звідси й назва «Коломиє» — Коломиці.
За іншою версією назва села походить від родини козаків Коломійців.

## Населення

### Мова
Розподіл населення за рідною мовою за даними перепису 2001 року:
| Мова            | Кількість | Відсоток |
| --------------- | --------- | -------- |
| українська      | 783       | 98.86%   |
| російська       | 7         | 0.88%    |
| румунська       | 1         | 0.13%    |
| інші/не вказали | 1         | 0.13%    |
| Усього          | 792       | 100%     |

## Історія
Перша згадка про Коломиці — 1594 рік, коли загони Северина Наливайка проходили на Лубни старолубенським шляхом. Тоді на території села стояла фортеця Чумгак, яку вперше було позначено на карті в 1650 році французьким інженером Бопланом.
Указом царя Петра І від 8 квітня 1712 року землі, на яких розташоване село, були передані казні.
У 1746 р. в селі була церква Пресвятої Трійці
У 1755 році бунчуковий товариш Василь Полуботок звинуватив Юхима Дарагана у побитті його підданих, захопленні майна та привласненні сінокосу під селом Коломиці.
З 1770 року у селі Троїцька церква.
У 1777 році Указом цариці Катерини II ці казенні землі були пожаловані й передані князю Родіону Кантакузену.
Коломиці є на мапі 1826-1840 років.
До Жовтневого перевороту 1917 року всі найкращі землі належали пану Лизогубу, який здавав їх в оренду селянам.
Радянську окупацію встановлено на початку 1918 року. Цього ж року було вибрано власний виконком, який "захищав" інтереси бідних селянських мас.
Село постраждало внаслідок геноциду українського народу, проведеного окупаційним урядом СССР 1932—1933 та 1946–1947 роках.
Коломицька школа-сад почала працювати як семирічка з 1936 року, до того був лікнеп, а потім початкова школа. Медпункт почав працювати з 1939—1940 років, клуб — з 1935 року, а з 1985 року його перейменували на Будинок культури. В 1955 році відкрилась сільська бібліотека.

## Сучасність
В селі працює Коломицький навчально-виховний комплекс І-ІІ ступенів, фельдшерсько-акушерський пункт.
На території Коломиць діє ТОВ «Продсільпром» (директор Буцько Сергій Антонович), яке орендує земельні частки (паї) мешканців села.